# بذرالبنج کوتاه
بذرالبنج کوتاه، بذرالبنج یک‌ساله (نام علمی: Hyoscyamus pusillus) نام یک گونه از سرده بذرالبنج است.